# Grzegorz Wiśniewski (generał)
Grzegorz Krzysztof Wiśniewski (ur. 22 kwietnia 1952 w Olsztynie) – polski wojskowy (generał brygady) i dyplomata.

## Życiorys
Ukończył Wojskową Akademię Techniczną (1976) i studia doktoranckie w Akademii Sztabu Generalnego. W 1981 r. otrzymał stopień doktora w zakresie nauk wojskowych i został najmłodszym adiunktem w Akademii Sztabu Generalnego.
Awansowany na stopień majora w 1986 roku, podpułkownika w 1987 roku i pułkownika w 1992 roku.
W 1989 roku był obserwatorem w misji rozjemczej ONZ w Iraku, skąd został ewakuowany przed wybuchem wojny. W późniejszym okresie służył w XV zarządzie Sztabu Generalnego, przekształconym w Departament Wojskowych Spraw Zagranicznych Ministerstwa Obrony Narodowej. Od 1992 roku pracował na stanowisku radcy w ambasadzie RP w Brukseli, następnie pełnił funkcje zastępcy dyrektora departamentu w MON, radcy-ministra pełnomocnego w stałym przedstawicielstwie przy NATO. 15 sierpnia 2001 roku został mianowany na stopień generała brygady. Od 2002 roku – dyrektor ds. planowania akademickiego i polityki w Akademii Obrony NATO w Rzymie. W 2006 roku pełnił funkcję pełnomocnika ministra obrony narodowej, a od 2007 roku – attaché obrony – wojskowego, morskiego i lotniczego przy ambasadzie RP w Moskwie.
6 maja 2011 roku został mianowany na stanowisko ambasadora w Indonezji (akredytowanego również w Timorze Wschodnim), a 24 stycznia 2012 roku – także przy ASEAN. 26 czerwca 2013 roku został odwołany (z mocą od 30 czerwca 2013 roku) z zajmowanych stanowisk ambasadora w Indonezji, Timorze Wschodnim i przy ASEAN.

## Awanse[1][2]
- podporucznik – 1975
- porucznik – 1978
- kapitan – 1982
- major – 1986
- podpułkownik – 1987
- pułkownik – 1992
- generał brygady – 15 sierpnia 2001[3]

## Odznaczenia
- Krzyż Kawalerski Orderu Odrodzenia Polski (2005)[9]
- Złoty Krzyż Zasługi (1997)[10]